# Napaeosciomyza subspinicosta
Napaeosciomyza subspinicosta är en tvåvingeart som först beskrevs av Tonnoir och Malloch 1928.  Napaeosciomyza subspinicosta ingår i släktet Napaeosciomyza och familjen Helosciomyzidae. Inga underarter finns listade i Catalogue of Life.